# Cmentarz prawosławny w Kaplonosach
Cmentarz prawosławny w Kaplonosach – zabytkowa czynna nekropolia prawosławna w Kaplonosach, administrowana przez parafię Podwyższenia Krzyża Pańskiego w Horostycie.
Cmentarz został założony w połowie XIX w. Znajduje się w południowej części wsi. Jego powierzchnia wynosi 3,065 ha.
Na terenie nekropolii zachowało się około 20 zabytkowych nagrobków z początku XX w. w formie metalowych krzyży o trójlistnych ramionach, ustawionych na wysokich cokołach lub podstawach uskokowych, a także żeliwnych pomników zwieńczonych krzyżami. Przetrwało też kilkanaście wysokich drewnianych krzyży na mogiłach ziemnych oraz wiele pozostałości po nagrobkach, takich jak kute metalowe krzyżyki o różnorodnych formach.
Na cmentarzu znajduje się drewniana cerkiew pod wezwaniem św. Olgi, należąca do parafii administrującej nekropolią.
Cmentarz został wpisany do rejestru zabytków 1 marca 2012 pod nr A/1615.

## Galeria

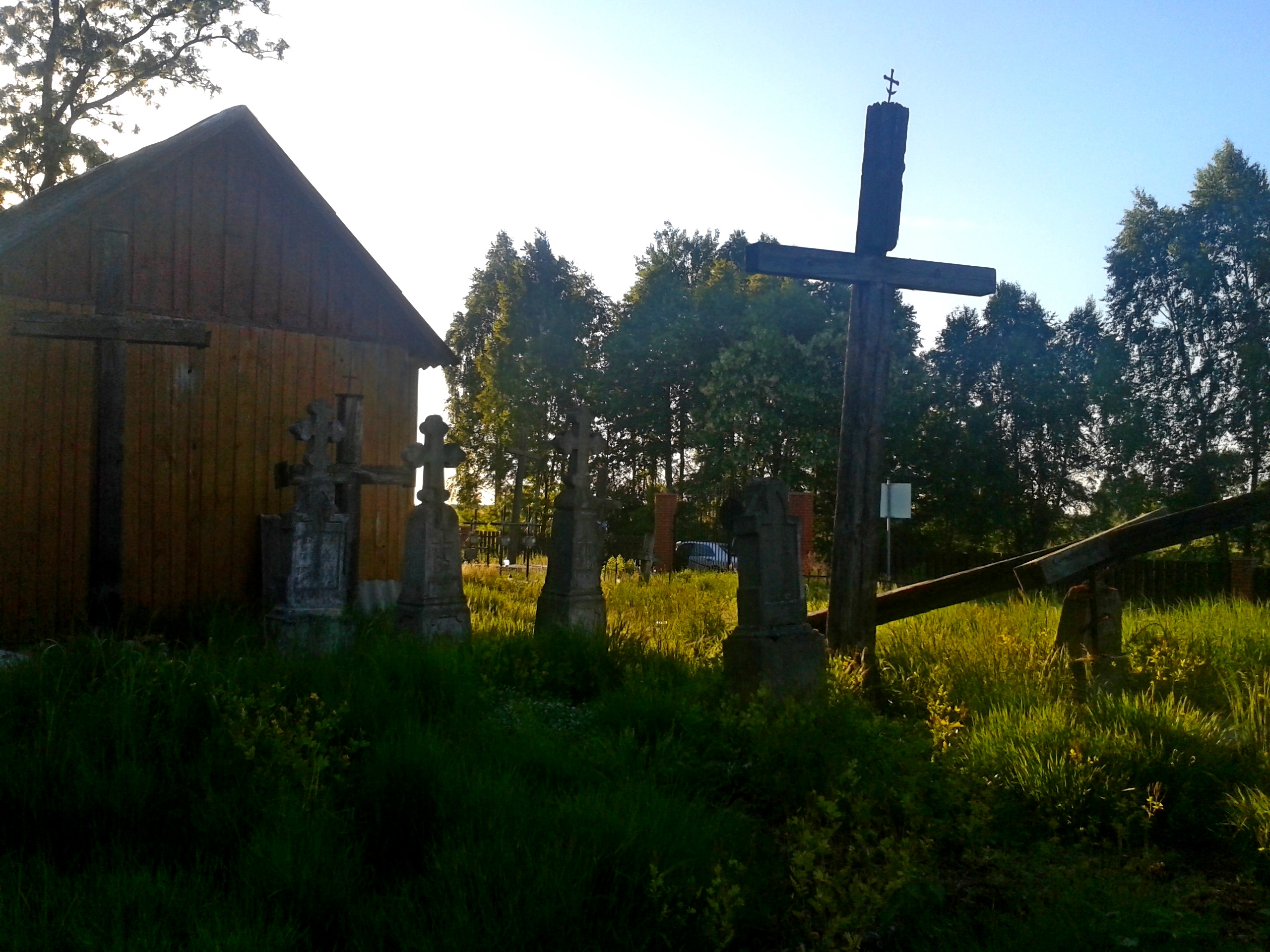
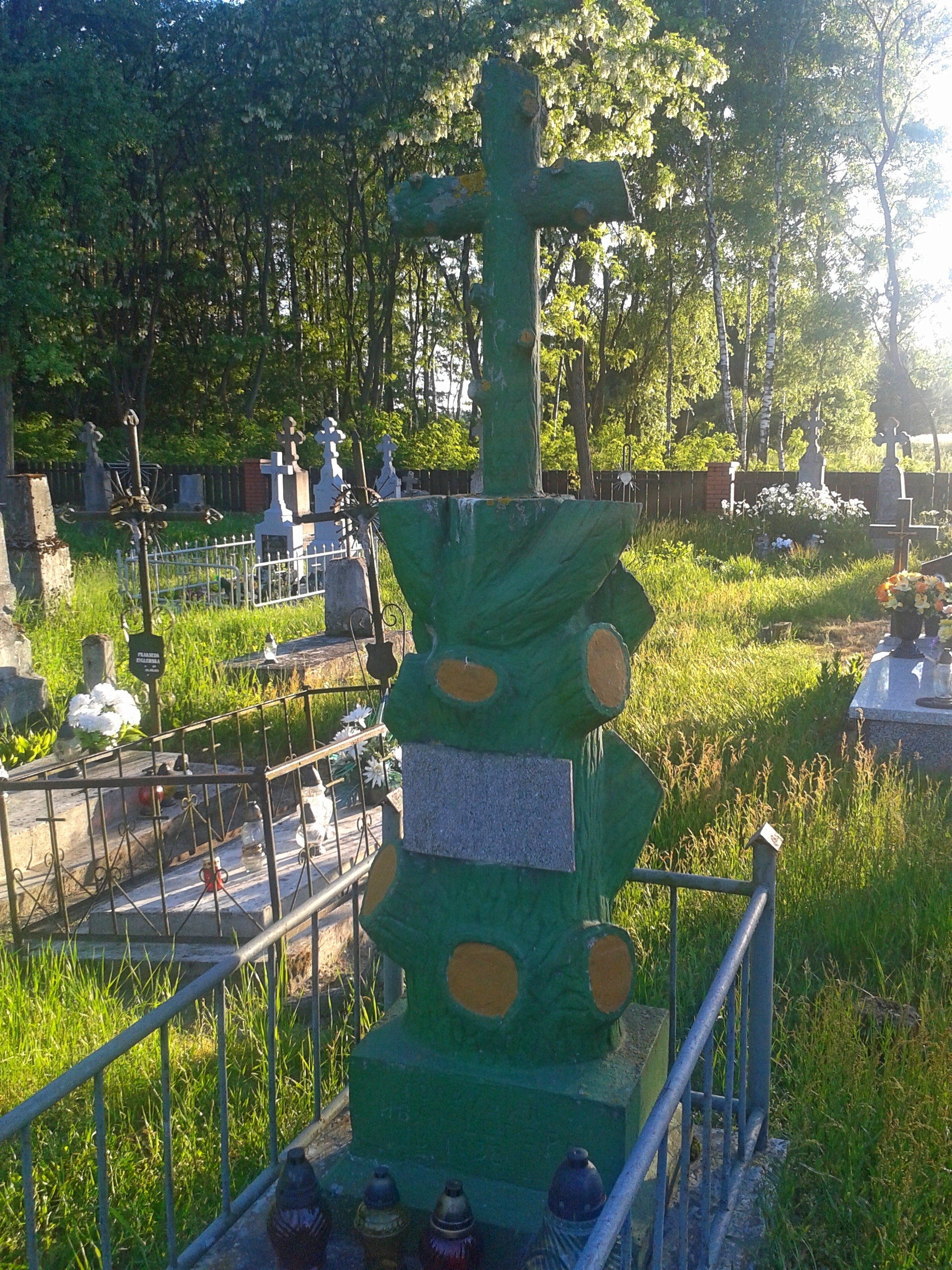
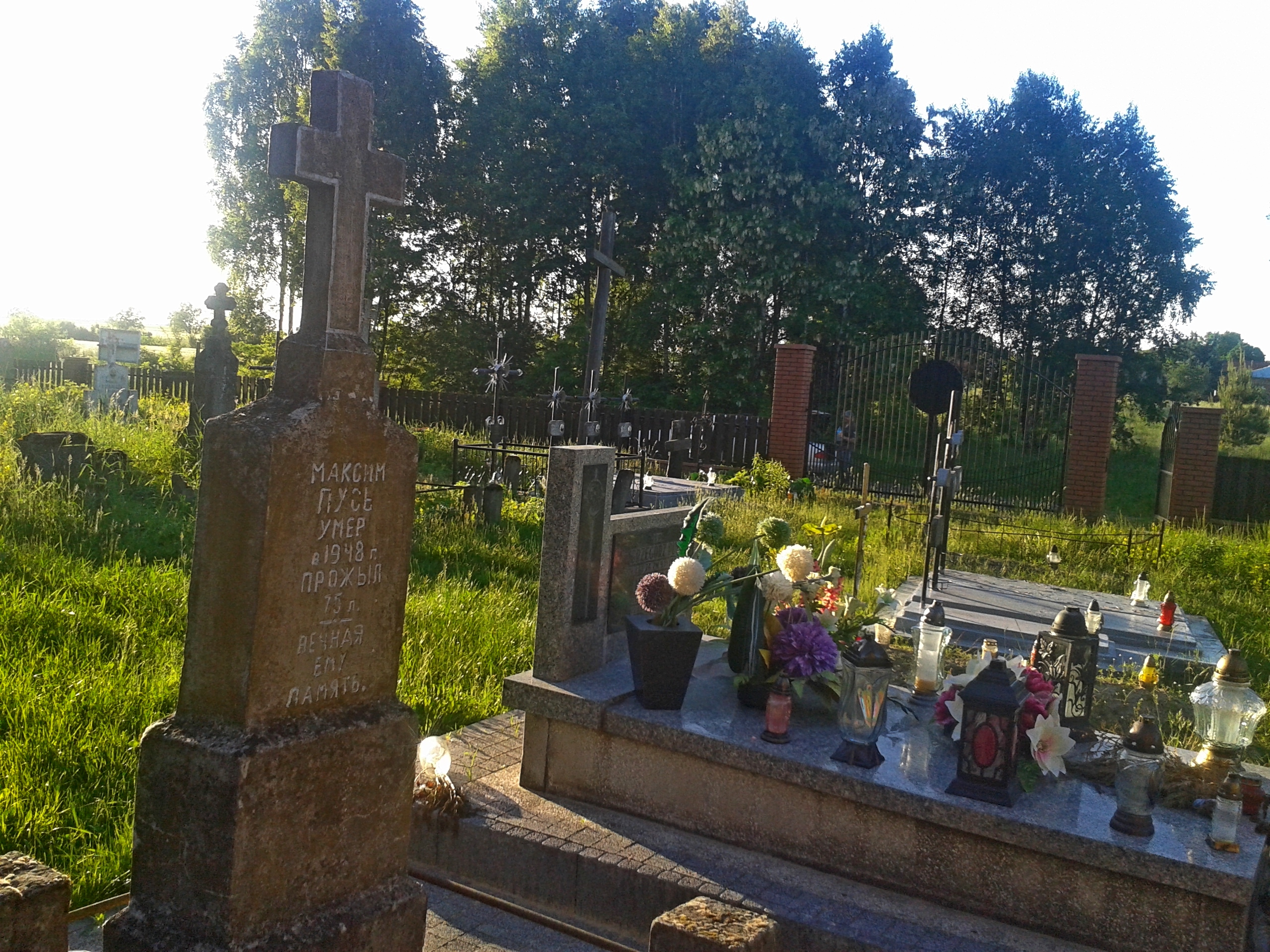
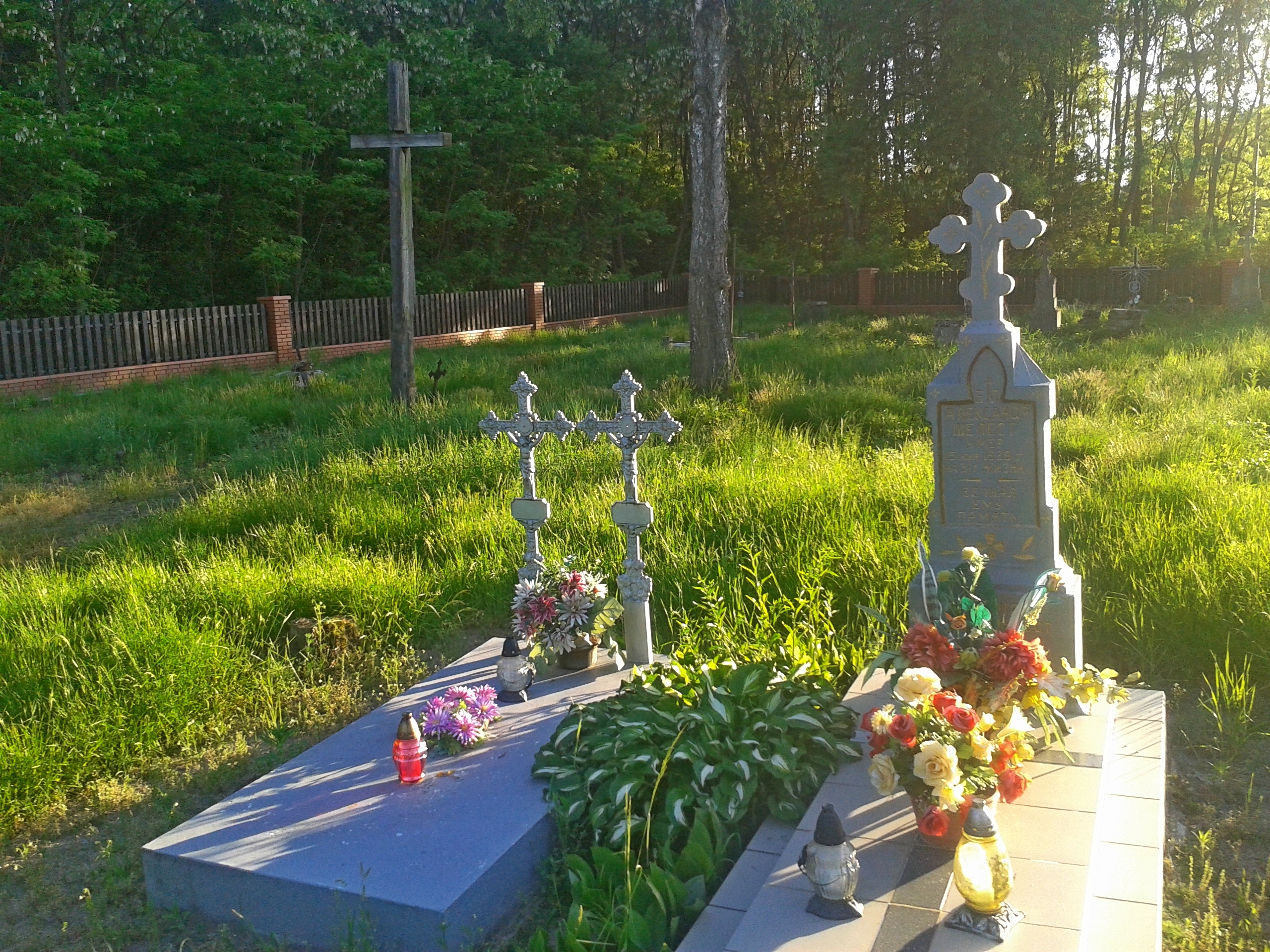